# 松田いよ
松田 いよ（まつだ いよ、2月14日 - ）は、福岡県北九州市出身の元女性声優・ナレーター。血液型はA型。古舘プロジェクトに所属していた。

## 来歴
日本ナレーション演技研究所卒業後、さらに演技とラジオパーソナリティーの技術を習得するために、A&Gアカデミー第一期生として入所。2006年10月より古舘プロジェクト所属となる。
文化放送で毎週日曜日21:00から放送していた「アクターズゲイト 松来未祐のぷるるん大作戦!!」のレギュラーアシスタントとして出演していた。
2008年5月末日をもって芸能活動を終了した。

## 出演作品

### テレビアニメ
- 風の少女エミリー（生徒）

### 映画
- もじたろうの海峡大冒険（カッパの少女役）

### テレビ
- アニメる!?（メ〜テレ（インターネットテレビ）、2007年3月2日）

### ラジオ
- アクターズゲイト 松来未祐のぷるるん大作戦!!（文化放送、2006年10月8日 〜 2006年12月24日）
- 松田プロデュース いよ太のぼうけん（モバイル文化放送 全8回）
- NISSAN DUALIS METROPOLIS ACADEMY（J-WAVE、2007年4月 〜 2008年3月）
- 松田いよのドラマVoiceナビ（AZステーション（WOWOW）、2007年4月28日 〜 2008年5月31日）

### ドラマCD
- ガッツバトラーG（女の子役/2006年）